# Orbiter Vehicle Designation
Elke space shuttle van de NASA heeft een code meegekregen die bestaat uit twee letters en een getal, gescheiden door een streepje. De twee letters 'OV' staan voor Orbiter Vehicle, (vrij vertaald: ruimtevaartuig-aanduiding).
Er zijn twee 'series' space shuttles te onderscheiden, beginnend met:
- 0 - Niet gereed voor vluchten
- 1 - Wel gereed voor vluchten

De aanduidingen van de space shuttles die voor vluchten gereed zijn, beginnen met 1. Om die reden is het niet mogelijk dat er een OV-100 is, omdat dit zou betekenen: "Orbiter Vehicle Serie 1 Vaartuig 0".
Er waren enkele voorstellen om een tweede generatie shuttles te maken - die van buiten identiek zijn aan de huidige, maar van binnen compleet vernieuwd - en een andere serienaam te geven: "OV-200" of "OV-2xx" om te verduidelijken dat het om een andere serie zou gaan. Deze terminologie is informeel en het is niet waarschijnlijk dat een Shuttle-afgeleid vaartuig deze nieuwe terminologie zal krijgen.

## Orbiter Designations
- OV-098 - Spaceshuttle Pathfinder, een structurele replica
- OV-099 - Spaceshuttle Challenger, origineel STA-099
- OV-101 - Spaceshuttle Enterprise
- OV-102 - Spaceshuttle Columbia
- OV-103 - Spaceshuttle Discovery
- OV-104 - Spaceshuttle Atlantis
- OV-105 - Spaceshuttle Endeavour

Noten:
Challenger werd oorspronkelijk gebruikt als een STA: Structural Test Article en was niet bestemd om te gaan vliegen. De benaming veranderde toen de shuttle herbouwd werd. Enterprise, aan de andere kant, zou aanvankelijk verbouwd worden met als doel om te gaan vliegen, maar het bleek goedkoper om de STA-099 dan de OV-101 vliegklaar te maken, zodat deze nooit zelf gevlogen heeft. De aanduidingen werden niet meer veranderd, ondanks deze wentelingen van het lot.
Merk op dat, hoewel Pathfinder de naam OV-098 meegekregen heeft, deze niet verward mag worden met MPTA-098 — een testopstelling om de voortstuwing te testen en niets meer dan een stalen frame. Pathfinder was oorspronkelijk een "fit check" unit: een simpele nabootsing van de shuttles in dezelfde grootte, vorm en gewicht om zeker te stellen dat de faciliteiten op de grond de juiste vorm en stevigheid zouden hebben om de werkelijke shuttles te kunnen dragen. Pathfinder werd later herbouwd om haar meer op de andere shuttles te laten lijken. De shuttle werd gekoppeld aan de externe tank tijdens de voortstuwingstests (genaamd MPTA-ET). Om nog meer verwarring te zaaien lijkt het dat de Pathfinder nooit officieel genummerd is en dat de OV-098 aanduiding zowel onofficieel als en retroactief is. MPTA-098 werd in de jaren negentig herbouwd tot de Shuttle-C replica en staat momenteel in het Stennis Space Center.
Om in deze terminologie te blijven werd materialen op de grond ook op deze manier ook een naam gegeven. Voorbeelden hiervan zijn:
- OV-095 - een replica in het Shuttle Avionics Integration Laboratory (SAIL) in het Johnson Space Center.
- MPTA-098 - de Main Propulsion Test Article, zie boven
- OV-106 - een administratieve naam gegeven aan een serie structurele componenten die gemaakt zijn om die van Endeavour te vervangen, terwijl het contract voor deze componenten kort daarna afliep en deze nooit gecompleteerd zijn.